# Ultraschallzähler
Ein Ultraschall-Gaszähler ist ein Gaszähler zur Messung des Gasvolumenstroms durch Laufzeitmessung.

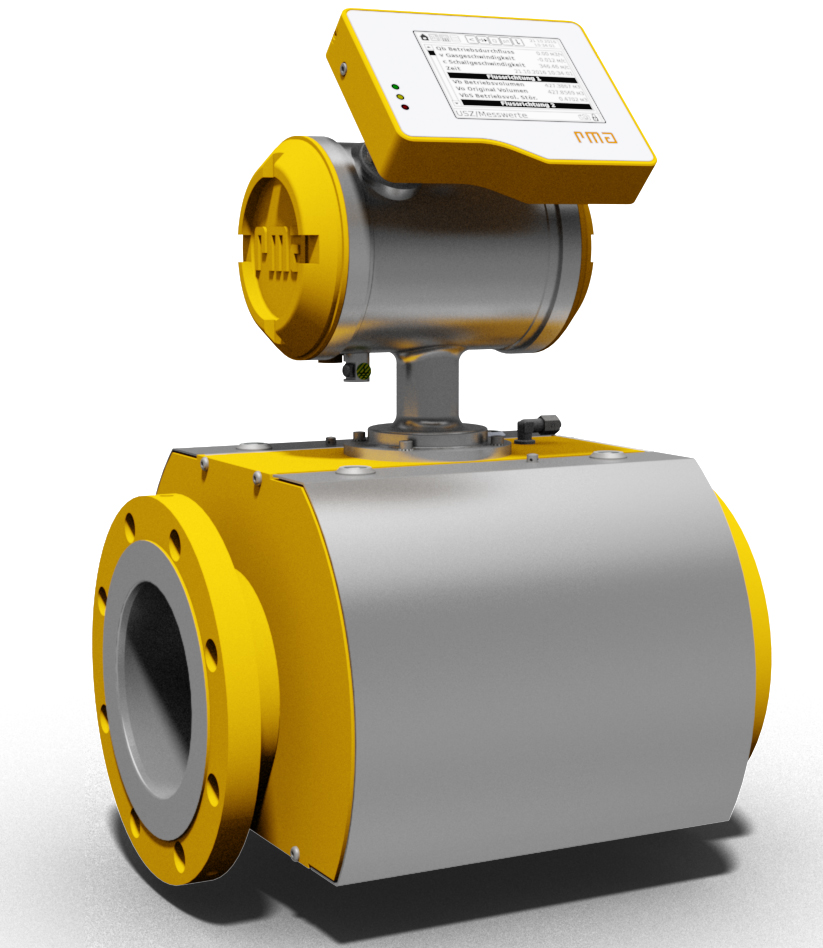
Ultraschallzähler EcoSonic X12 der Firma RMA Mess- und Regeltechnik GmbH & Co. KG

## Funktionsweise
Der Laufzeitmessung liegt folgender physikalischer Effekt zugrunde:
- Mit Änderung der Strömungsgeschwindigkeit eines Fluids ändert sich auch die Übertragungsgeschwindigkeit ausgesendeter Schallwellen im Fluid.

Zwei auf einer gemeinsamen Wirkungslinie liegende Ultraschall-Messköpfe (Sender und gleichzeitig Empfänger) senden und empfangen abwechselnd Ultraschallimpulse. Dabei wird mit und gegen die Strömungsrichtung gemessen, was unterschiedliche Laufzeiten des Schalls zur Folge hat. Aus der Messung von Zeitdifferenz der Laufzeiten lässt sich dann rechnerisch die Geschwindigkeit des Fluids ermitteln.

Messprinzip

Die Ermittlung des Betriebsvolumenstromes erfolgt schließlich nach folgender Gleichung

{\displaystyle {\dot {V}}_{B}=v_{m}\cdot A}

{\displaystyle {\dot {V}}_{B}}: Volumenstrom im Betriebszustand in [m³/s] 

{\displaystyle \ v_{m}}: mittlere Strömungsgeschwindigkeit in [m/s]  

{\displaystyle \ A}: Querschnitt an der Stelle in [m²] 

Zu Vergleichszwecken lässt sich mithilfe der Thermischen Zustandsgleichung idealer Gase der Betriebs-Volumenstrom auf den Normzustand umrechnen.

## Vorteile des Verfahrens
- keine mechanisch bewegten Teile,
- keinerlei in die Strömung ragende Teile, dadurch nahezu kein Druckverlust bei Durchströmung,
- Schwankungen im Durchfluss können sehr genau registriert werden, der Fehlereinfluss auf die Mengenmessung wird auf ein Minimum reduziert,
- aufgrund seines symmetrischen Aufbaus kann der Zähler bidirektional betrieben werden, dies kann zu Kosteneinsparungen führen. (Bspw. wird im Speicherbetrieb nur eine gemeinsame Leitung für Ein- und Ausspeisung benötigt.)

## Nachteil
- Das Messverfahren benötigt Fremdenergie (Elektroenergie).

## Einsatzbereiche
Im Großverbrauchsbereich wird diese Zählerart bereits eingesetzt, andere Bereiche werden folgen.